# Panamerikanische Spiele 2015/Boxen
Die 17. Boxwettkämpfe der Herren bei den Panamerikanischen Spielen wurden vom 18. Juli bis zum 25. Juli 2015 im kanadischen Toronto ausgetragen. Es wurden insgesamt 40 Medaillen in 10 Gewichtsklassen vergeben.

## Medaillengewinner
| Klasse                          | Gold                      | Silber                                     | Bronze                                                                |
| ------------------------------- | ------------------------- | ------------------------------------------ | --------------------------------------------------------------------- |
| Halbfliegengewicht (bis 49 kg)  | Joselito Velásquez Mexiko | Joahnys Argilagos Kuba                     | Victor Santillan Dominikanische Republik Yoel Finol Venezuela         |
| Fliegengewicht (bis 52 kg)      | Antonio Vargas USA        | Yosvany Veitía Kuba                        | Ceiber Ávila Kolumbien David Jiménez Costa Rica                       |
| Bantamgewicht (bis 56 kg)       | Andy Cruz Gómez Kuba      | Hector Luis Garcia Dominikanische Republik | Kenny Lally Kanada Francisco Martínez USA                             |
| Leichtgewicht (bis 60 kg)       | Lázaro Álvarez Kuba       | Lindolfo Delgado Mexiko                    | Kevin Luna Guatemala Jose Rosario Puerto Rico                         |
| Halbweltergewicht (bis 64 kg)   | Arthur Biyarslanov Kanada | Yasniel Toledo Kuba                        | Luis Arcón Venezuela Joedison Teixeira Brasilien                      |
| Weltergewicht (bis 69 kg)       | Gabriel Maestre Venezuela | Roniel Iglesias Kuba                       | Juan Ramon Solano Dominikanische Republik Alberto Palmeta Argentinien |
| Mittelgewicht (bis 75 kg)       | Arlen López Kuba          | Jorge Vivas Kolumbien                      | Endri Saavedra Venezuela Misael Rodríguez Mexiko                      |
| Halbschwergewicht (bis 81 kg)   | Julio César La Cruz Kuba  | Albert Ramírez Venezuela                   | Juan Carrillo Kolumbien Rogelio Romero Mexiko                         |
| Schwergewicht (bis 91 kg)       | Erislandy Savón Kuba      | Deivis Julio Kolumbien                     | Miguel Veliz Chile Samir el-Maisl Kanada                              |
| Superschwergewicht (über 91 kg) | Lenier Pero Kuba          | Edgar Muñoz Venezuela                      | Cam Awesome USA Rafael Lima Brasilien                                 |

## Medaillenspiegel
| Rang  | Land                    | Gold | Silber | Bronze | Gesamt |
| ----- | ----------------------- | ---- | ------ | ------ | ------ |
| 1     | Kuba                    | 6    | 4      | 0      | 10     |
| 2     | Kanada                  | 3    | 0      | 3      | 6      |
| 3     | Vereinigte Staaten      | 2    | 1      | 2      | 5      |
| 4     | Venezuela               | 1    | 2      | 3      | 6      |
| 5     | Mexiko                  | 1    | 1      | 3      | 5      |
| 6     | Kolumbien               | 0    | 2      | 3      | 5      |
| 6     | Dominikanische Republik | 0    | 2      | 3      | 5      |
| 8     | Argentinien             | 0    | 1      | 2      | 3      |
| 9     | Puerto Rico             | 0    | 0      | 2      | 2      |
| 9     | Brasilien               | 0    | 0      | 2      | 2      |
| 11    | Chile                   | 0    | 0      | 1      | 1      |
| 11    | Costa Rica              | 0    | 0      | 1      | 1      |
| 11    | Guatemala               | 0    | 0      | 1      | 1      |
| Total | Total                   | 13   | 13     | 26     | 52     |